# Conde-Charlotte House
Das Conde-Charlotte House oder auch Kirkbride House ist ein historisches Wohnhaus und Museum in Mobile in Alabama, Vereinigte Staaten. Der älteste Teil des Hauses, der Küchenflügel, wurde 1822 erbaut. Der zweieinhalbstöckige Hauptteil des Gebäudes wurde einige Jahrzehnte später hinzugefügt. Das Bauwerk ist komplett aus handgefertigten Backsteinen gemauert, die an der Außenseite mit Stuck verkleidet sind. Am 12. Dezember 1973 wurde Conde-Charlotte House in das National Register of Historic Places aufgenommen.

## Geschichte
Die Geschichte des Hauses begann 1822, als es als erstes Courthouse und Stadtgefängnis von Mobile genutzt wurde. Es wurde zwischen den südlichen Bastionen des Fort Condé errichtet.  Das Fort selbst wurde zu dem damaligen Zeitpunkt abgebrochen. 1849 wurde das Anwesen von Jonathan Kirkbride aus Mount Holly in New Jersey gekauft und das alte Courthouse und Gefängnis wurde in den Küchenflügel umgebaut, der mit dem neuerbauten Haupthaus verbunden wurde. Das Anwesen blieb im Besitz der Familie, bis es 1905 B.J. Bishop erwarb. 1940 kaufte es die Historic Mobile Preservation Society und führte eine Teilrestaurierung durch. Es war bei dieser Gelegenheit, dass die Fundamente von vier der alten Gefängniszellen in der Küche entdeckt wurden. Die Restaurierung wurde später durch The National Society of the Colonial Dames of America vervollständigt.

## Beschreibung

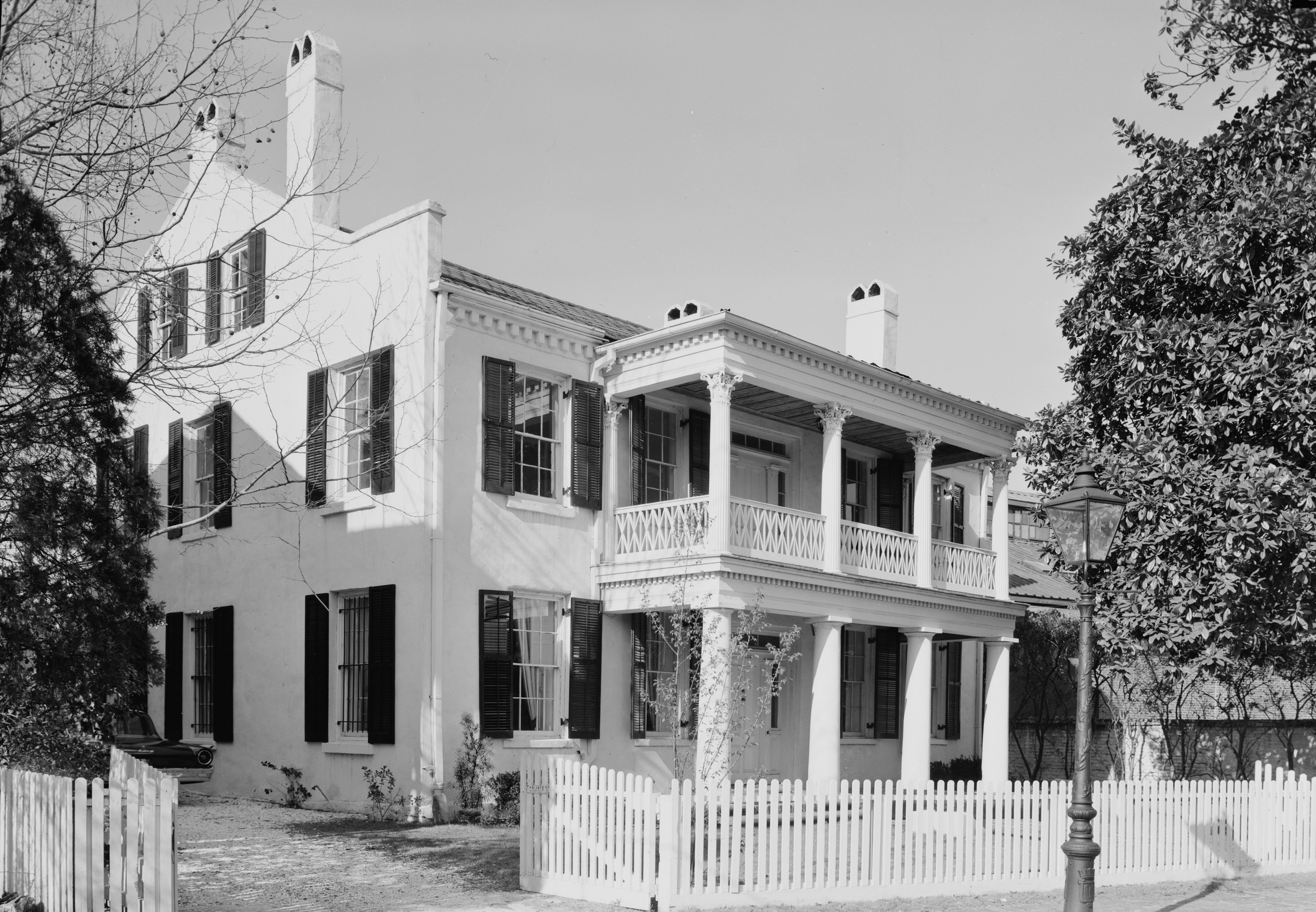
Conde-Charlotte House (Aufnahme von 1936).

Das Haus wurde ursprünglich im Federal Style erbaut und wurde später modifiziert, um dem Klassizismus zu entsprechen. Der Portikus an der Vorderfront ist zweistöckig und hat dorische Säulen im unteren Stockwerk und korinthische Säulen im Obergeschoss.
Das Haus hat an der Südseite eine Länge von etwa 13,5 m, 22 m an der Ostseite und 27,5 m an der Westseite, einschließlich des Kutschenhauses. Das Erdgeschoss hat eine Höhe von drei Metern, die Raumhöhe im Obergeschoss ist 2,7 m. Das Bauwerk ist größtenteils aus Backstein gemauert, Portikus, die hinteren Balkone und die Verzierungen sind in Holz ausgeführt.

## Stadterneuerung

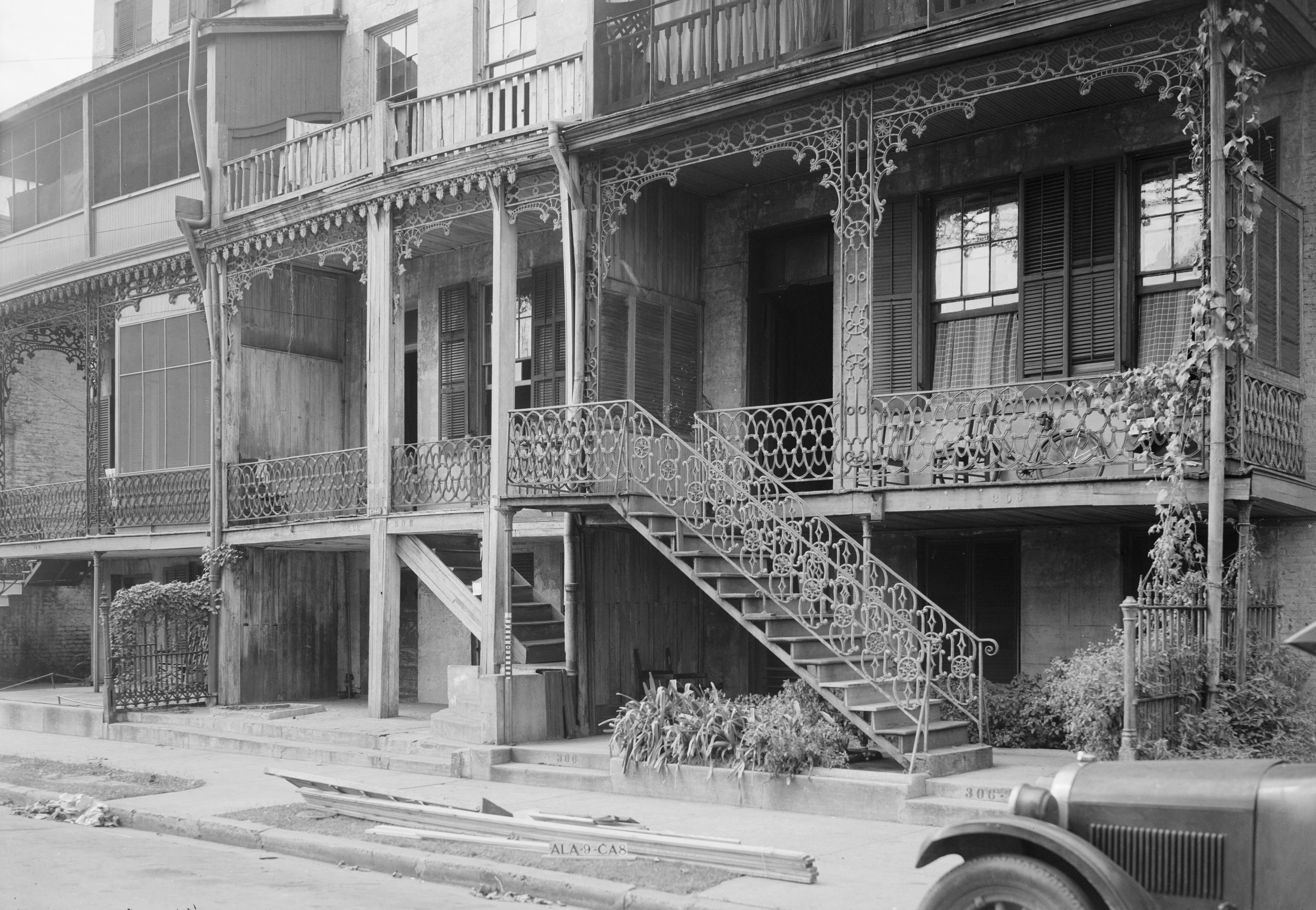
Bloodgood's Row an der Monroe Street vor dem Abriss.

Das Conde-Charlotte House und seine Nachbarschaft wurde durch den Bau der Interstate 10 und ein Stadterneuerungsprojekt vom Rest der Stadt abgeschnitten. Der größte Teil des umliegenden Stadtviertels wurde abgerissen, um dem Autobahnprojekt Platz zu machen. Der bedeutendste Abschnitt, der hierbei zerstört wurde, waren die frühen mehrstöckigen Stadthäuser von Bloodgood's Row an der Monroe Street. Davon ist nur ein Straßenblock an der Theatre, Monroe und Saint Emanuel Street übriggeblieben, der von einem Bogen der Interstate und der dazugehörigen Rampen umgeben ist. Beim Bau des George Wallace Tunnel wurden die Fundamente des Fort Condé entdeckt. Nach der Fertigstellung des Tunnels wurde eine Replik des alten Forts errichtet, die sich an der Rückseite des Conde-Charlotte House befindet. Die Stadt bemüht sich seit einigen Jahren, das Gebiet zur Fort Condé Village zu entwickeln; Häuser aus derselben Zeitperiode werden hier neu aufgebaut und restauriert, und die Straßen werden mit Ziegelsteinen gepflastert und mit stilgerechten Laternen versehen.